# Бородухино
Бородухино — деревня в Малоярославецком муниципальном районе Калужской области в составе сельского поселения «Деревня Шумятино». На 2021 год в Бородухине числится 9 улиц: Вишневая, Зелёная, Лесная, Луговая, Медовая, Морская, Полевая, Садовая и Строительная, высота центра селения над уровнем моря — 192 м. На 2013 год общая площадь населённого пункта составляла 0,44 км².

## История
В 1805 году от дяди Александра Ивановича Ларионова по духовному завещанию Кудрявцев получает имение в 200 душ в Калужской губернии, Малоярославецкого уезда, при деревне Бородухино.

## Население
| 2002 | 2010 |
| ---- | ---- |
| 26   | ↘25  |

### Гендерный состав
По данным Всероссийской переписи населения 2010 года в гендерной структуре населения мужчины составляли 40 %, женщины — соответственно 60 %.

## В литературе
В повести Вячеслава Кондратьева «Дорога в Бородухино» название деревни упоминается 22 раза.